# لنج

یک لنج صیادی (ماهیگیری) کوچک ایرانی

لِنج (به انگلیسی: launch) گونه‌ای از کشتی کوچک یا قایق بزرگ باری و مسافری است که در خلیج فارس و دریای عمان و اقیانوس هند دیده می‌شود. لنج‌ها بر پایه قایق‌های بادبانی رایج در خلیج فارس ساخته می‌شود با این تفاوت که به جای بادبان با موتور حرکت می‌کند. عرشه باز یا نیمه‌باز دارد. از دهه ۱۹۵۰ میلادی موتور بنزینی یا دیزل برای پیشراندن لنج‌ها بکار رفت و امروز بیشتر لنج‌ها موتور دارند.
در جنوب به کسانی که در کار ساخت لنج می‌باشند جلاف یا گلاف گفته‌ می‌شود.
به اتاق ناخدا قماره و به انبار پائینی خَن گفته می‌شود.
در ایران لنج‌ها در کرانه‌های خلیج فارس بسیار یافت می‌شوند و لنج‌سازی یکی از صنایع بومی مردمان خلیج فارس است.

## نام
واژه لنج، که در جنوب ایران به فتح لام و در در تهران و برخی مناطق دیگر به کسر لام تلفظ می‌شود، از واژه انگلیسی لانچ (launch) به معنی قایق بزرگ موتوری گرفته شده‌است.
امروز نام عمومی رایج برای کشتی‌های چوبی دست‌ساز در حنوب ایران لنج است اما در گذشته به تمام کشتی‌های دست‌ساز که با بادبان حرکت می‌کردند جَهاز و جمع آن جهازات می‌گفتند.

## گونه لنج‌ها و کارایی آن‌ها
رضا طاهری در کتاب از مروارید تا نفت به قسم زیر لنج‌های حاشیهٔ خلیج فارس خصوصاً حوالی بندر کنگان بسته به طرح بدنه آن‌ها دسته‌بندی می‌کند:
۱ـ سَماچ:
سماچ یک نوع قایق ماهی‌گیری است و امروزه بر روی آن موتور می‌بندند و کارایی‌اش برای ماهی‌گیری است و تا حدود ۵ تن ماهی در آن می‌ریزند. سمک یا سمچ به معنای ماهی است.
۲ـ هوری:
هوری یا ح..ری یک نوع قایق کوچک است که گونه‌های آن از یک تا ۱۰ نفر را با خود جابجا می‌کند. بیش‌تر از تنه‌های درختان و به‌صورت یک تکه می‌سازند. و اگر چوب مناسب یک تکه در دسترس نباشد آن را از چند تکه چوب که به هم می‌بندند به وجود می‌آورند. ظرفیت هوری کوچک ۱۰۰ و حوری بزرگ ۴۰۰ کیلو می‌باشد.
در گذشته هر لنج ماهی‌گیری یا کشتی‌های باری یک حوری به همراه خود داشته‌است، حوری یک تکه سبک‌تر از کتراست و در زمان‌های مورد نیاز و نجات غریق زودتر از کتر آماده به دریا انداختن می‌شود. در زمانی که دریا آرام است و کسی به دریا افتاده‌است از حوری استفاده می‌کنند و اگر دریا ناآرام باشد از کتر و اگر طوفانی باشد از ماشوه.
۳ـ سَمعِه:
سمعه جهازی بود که در گذشته مورد استفاده قرار می‌گرفت و برای نصب بادبان بسیار مناسب بود ولی برای قراردادن موتور به بدنه‌اش به کار نمی‌خورد.
۴ـ بِتیل:
بتیل یک نوع جهاز ماهی‌گیری است که در گذشته برای ماهی‌گیری از آن استفاده می‌شد.
۵ـ شُوعی:
شوعی جهازهای کوچکی بودند که هم با بادبان حرکت می‌کردند و هم با پارو. از نوع شوعی امروزه هم وجود دارد ولی بر روی آن موتور گذاشته‌اند.
۶ـ کَتِر:
کتر قایق کوچکی است که گنجایش دو یا سه نفر را دارا می‌باشد در حقیقت قایق نفر بر مخصوص ناخداست، او را در زمان درخواست به کشتی یا ساحل می‌رساند. در قدیم لنج‌های بزرگ آن را همراه می‌بردند تا اگر یکی از خدمه به‌دریا سقوط کند به وسیله آن که وزن کمتری دارد و می‌شود به‌سرعت آن را از کشتی جدا و به‌دریا انداخت او را نجات دهند. قبلاً اگر جهاز کتر نداشت نجار کشتی در حین مسافرت طولانی که معمولاً تا هندوستان ۲۰ روز طول می‌کشید یک کتر برای کشتی می‌ساخت.
۷ـ تَشاله:
چون لنج آب‌خور زیادی دارد و نمی‌تواند کاملاً به ساحل برسد بیش‌تر بار لنج را با تشاله که می‌توانست تا نزدیک ساحل برود به مقصد می‌رسانده‌اند.
۸ـ ماشُوه:
ماشوه (قایق‌نجات) را در زمان عادی یک وسیله نفربر یا بارکش است و جاشوها را از کنار ساحل به کشتی می‌برد، درگذشته با پارو حرکت می‌کرد ولی امروزه موتور کوچکی را روی آن قرار داده‌اند و همان کار گذشته را انجام می‌دهد، گنجایش ۱۵ نفر دارد و به هنگام طوفان و غرق لنج کارکنان کشتی داخل آن شده و خود را نجات می‌دهند.
۹ـ بَغَلِه:
بغله به‌وسیله بادبان به‌حرکت درمی‌آمده‌است. از این جهت این نوع لنج را بغله گفته‌اند که سینه صدر یا راس آن گرد بوده‌است و قسمت پشت آن پهن‌تر، به بخش پشت آن تفر می‌گفته‌اند. در سینه بغله بر آمدگی وجود دارد، چون سر پرنده‌ای (طوطی) که گویی درون بغله را می‌نگرد.
بغله به کشتی‌های بزرگ گفته می‌شود و در عربی به معنای قاطر است و چون در دریا به‌سادگی و با سکان کشتی را حرکت می‌داده‌اند بغله نام‌گذاری کرده‌اند. اعراب در بدو دریانوردی، کشتی‌های سکان دار ایرانی را به شتری با افسار تشبیه می‌کرده‌اند.
بغله برای سفرهای دوردست در اقیانوس هند مورد استفاده قرار می‌گرفته‌است، می‌گویند از نظر شکل ظاهری فرق زیادی بین بغله و کوتی و غنچه نبوده‌است، ولی از جهت اندازه، بغله از همه بزرگ‌تر بوده بعد از آن کوتی و در آخر غنچه قرار داشته‌است. شمار جاشوهایی که در بغله کار می‌کردند کمینه ۳۰ نفر و بیشینه ۴۰ نفر بوده‌است. ظرفیت باربری بغله بین ۳۰۰ تا ۷۰۰ تن بوده‌است.
کالاهایی که با بغله حمل می‌شده‌است: از آبادان و بصره به کراچی و خورمیان (پور بندر) خرما می‌بردند و از کراچی به براوه پنبه و از بَراوه به شهرهای هندوستان به آفریقا مَنقور کاپریل و نمک حمل می‌کردند. از آفریقا از بندرهای سیمبارنگه و لامو و بمباسه چوب چَندَل می‌آوردند.
مدت مسافرت:
زمان سفر بغله دو تا شش ماه بوده‌است. جاشوها و کارکنان بغله در راه سفر دشواری‌های بسیار داشتند و چه بسا در مسافرت‌های دریائی بر اثر ناخوشی‌های گوناگون یا در رویدادهای گوناگون از قبیل طوفان و برخورد با کوه سنگ‌ها یا حیوانات غول پیکردریائی از بین می‌رفتند.
۱۰ـ بَگارِه:
در بندر کنگان از بگاره زیاد استفاده می‌شده‌است این کشتی کوچک را دریانوردان کنگانی برای ماهی‌گیری با تور (جَل) استفاده می‌کرده‌اند که به آن عامله نیز می‌گفته‌اند. بیش‌تر صید عامله را حشینه تشکیل می‌داده‌است و تاکنون نیز صید حشینه به همین روش است.
برخی از ماهی‌هایی که در بندر کنگان صید می‌شده‌اند عبارت‌اند از: عراضی، سبیتی، بتح، مفچیچ، سرخو، هامور، دوال، ینیس، یلی، متو، حشینه، کاهو، نی‌سر و پس‌کر، کوسه، شیر، دارو، ویر، حلوا، خارو، سچل، زبیدی، راشگو، صافی، هاگول، هاسون و… صید ماهی در قدیم به روش‌های گوناگونی بوده و از آن رسته صید به‌روش جل یا تور عامله یا گرگور و گاهی نیز با قلاب ماهی‌گیری انجام می‌پذیرفته‌است، امروزه روش‌های صید جهانی جایگزین برخی از این صیدها شده‌است اما در بندرکنگان کمابیش صیدماهی به‌روش‌های سنتی انجام می‌گیرد.
۱۱و۱۲ کُچی (کوتی) و مَنجی:
منجی و کوتی دو لنج بی‌موتور می‌باشند، به‌وسیله بادبان حرکت می‌کردند و برای مسافرت به جزیره‌ها و شیخ نشین‌های نزدیک مورد استفاده قرار می‌گرفتند، خرما و گاهی مصالح ساختمانی به دبی می‌بردند و گاهی نیز با آن به صید ماهی می‌پرداختند. شمار سرنشینان آن تا ۱۵نفر است. مانند بگاره از آن استفاده می‌کردند و امروزه کم‌تر از آن‌ها استفاده می‌شود.
۱۳ـ سَمبُوق:
باربری سمبوق (سمبوک) ۱۰۰ تن است در حال حاضر نوعی سمبوک ماهی‌گیری به اسم سماچ نیز ساخته می‌شود. سماچ در برابر اندازه سمبوک کوچک‌تر است فقط با آن به صیدماهی می‌پردازند. سینهٔ سمبوک در قدیم کمی منحنی شکل بوده‌است ولی سمبوک ماهی‌گیری امروزی دارای سینه‌ای به شکل زاویه منفرجه است. کارکنان سمبوک قدیمی بیش از ۱۰ نفر بوده‌است، ولی در سمبوک ماهی‌گیری جدید ۵ نفر کار می‌کنند. سمبوکهای جدید دارای موتور می‌باشند.
۱۴ـ جالبُوت:
باربری جالبوت حداقل ۵ تن تا حداکثر ۱۰۰ تن می‌باشد. کارکنان به ۷ نفر می‌رسند، در حال حاضر به جالبوت‌ها موتور وصل شده‌است. جالبوت‌ها به سواحل جنوبی خلیج فارس و مسافرت می‌کردند، برای بازرگانی چوب، شکر، برنج و حیوانات و اشیاءدیگر.
ساختمان سینه جالبوت یا راس آن راست است برای همین به آن جالبوت می‌گویند. مرحوم سدیدالسلطنه کبابی در کتاب «المناص فی احوال الغوس و الغواص» در صفحه ۵۹ چنین می‌نویسد: سفینه‌ای است با بادبان حرکت کند و سطح سفینه را برای بضاعت تجار دراز و بلند سازند و در مؤخر سفینه قبه‌ای است مخصوص مسافرها و آن را عرشه گویند و مخصوص جالبوتهای بزرگ است. آن‌گونه جالبوت شبیه است به مهلیه که در عراق متداول است یا شبیه است به سنبوک‌هایی که در بحر احمر معمول می‌باشند. جالبوت‌های کوچک عرشه ندارند و شبیه به بَلم می‌باشند و آن نمونه کشتی را فقط در بحرین جالبوت گویند. این اسم تحریفی از کلمه جلبه که معرف گلبت (گُل+بُت) ایرانی می‌باشد.
۱۵ـ بُوم:
در حقیقت بوم‌ها بزرگ‌ترین و زیباترین گونه لنج‌ها می‌باشند. انواع و اقسام چوب در ساختمان بوم‌ها به کار می‌رود، مقداری از چوب‌های روی عرشه و انبار و اتاق‌ها از داخل کشور تهیه می‌شود و بقیه چوب‌های بدنه و زیر و جلوی بوم را از خارج مخصوصاً از هندوستان می‌آورند. بوم‌های قدیمی مثل سایر انواع لنج‌ها فاقد موتور بود و بادبان داشت ولی در حال حاضر دارای موتور است، باربری بوم‌ها ۲۰ تا ۳۰۰ تن می‌باشد و به سرزمین‌های دوری مانند دبی، کویت، هند، بصره، عدن، یمن مسافرت می‌کردند.